# علم التشكل (أحياء)

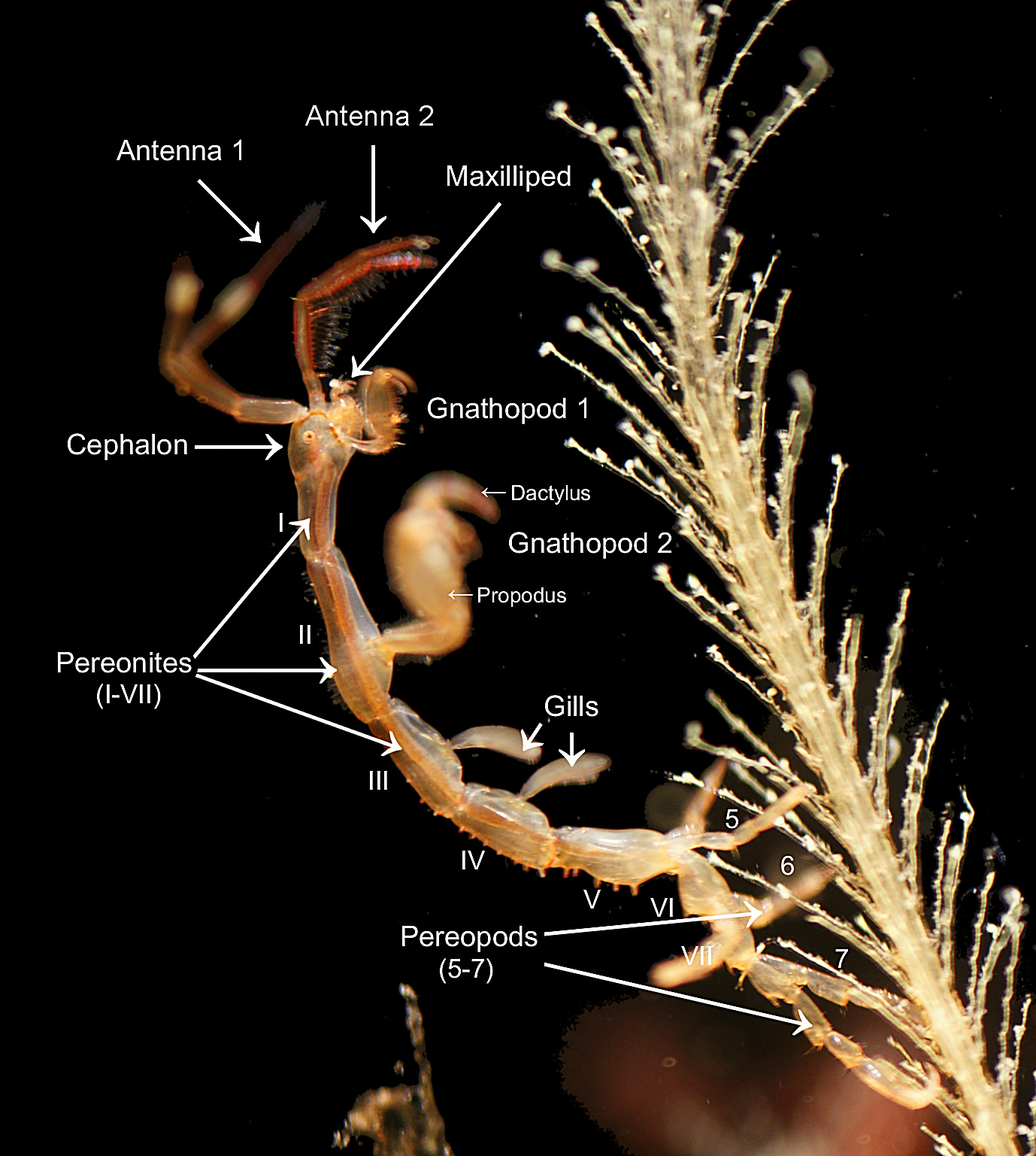
مورفولوجيا ذكر الجمبري

علم التشكل (بالإنجليزية: Morphology)‏ في علم الأحياء هو علم يهتم بدراسة شكل وبنية الكائنات الحية وخصائصها المميزة من ناحية المظهر الخارجي (الشكل، الهيكل، اللون، النمط، الحجم)، وكذلك شكل وبنية الأجزاء الداخلية، مثل العظام والأعضاء (التشريح). وذلك على النقيض من علم وظائف الأعضاء الذي يتعامل أساسا مع الوظيفة. وعلم التشكل هو فرع لعلوم الحياة يتعامل مع دراسة التركيب الظاهري للكائن الحي أو الأصنوفة والأجزاء المكونة له.

## تاريخ علم التشكل
كلمة «مورفولوجيا» هي كلمة من اليونانية القديمة، حيث morphé أو μορφή تعني "form"، وλόγος أو lógos تعني «دراسة أو علم».
وفي حين أن مفهوم الشكل في علم الأحياء يعود إلى أرسطو، طوَّرَ مجال الشكل يوهان فولفغانغ فون غوته (1790)، وبشكل مستقل من قِبَل عالم التشريح والفيزيولوجي الألماني كارل فريدريش بورداخ (1800).
ومن بين أصحاب النظريات المهمين الآخرين في علم التشكل: لورنز أوكن، وجورج كوفييه، وإيتيان جوفري سانت هيلار، وريتشارد أوين، وكارل غيجنبور، وإرنست هيكيل.
وفي عام 1830، شارك كوفييه وسانت هيلار في نقاش مشهور، والذي يقال أنه يجسد الانحرافين الرئيسيين في التفكير البيولوجي في ذلك الوقت، وهو إذا ما كان هيكل الحيوان بسبب الوظيفة أو التطور.

## أقسام علم التشكل
- علم التشكل المقارن، وهو تحليل أنماط موضع الهياكل ضمن مخطط جسم الكائن الحي، ويشكل أساس التصنيف.
- علم التشكل الوظيفي، وهو دراسة العلاقة بين هيكل وظيفة الميزات الشكلية.
- علم التشكل التجريبي، وهو دراسة آثار العوامل الخارجية على مورفولوجية الكائنات الحية في ظل ظروف تجريبية، مثل تأثير الطفرات الجينية.
- «التشريح» هو فرع من علم التشكل يتعامل مع بنية الكائنات الحية.[7]
- علم التشكل الجزيئي، وهو مصطلح يستخدم في البلدان الناطقة باللغة الإنجليزية لوصف بنية الجزيئات المركبة، مثل البوليمرات[8] والحمض النووي الريبوزي.
- يشير مصطلح علم التشكل الظاهري إلى التراكيب الجماعية للكائن الحي ككل كوصفة عامة لشكل وهيكل الكائن الحي، مع الأخذ في الاعتبار جميع هياكله دون تحديد بنية فردية.

## علم التشكل والتصنيف
تختلف معظم الأصناف عن بعضها من حيث الشكل. ولكن هناك أنواع تتشابه إلى حد كبير خارجيا أو ربما متطابقة ظاهريًا، ولكن تكاثرها منفصل، بينما يمكن أن تكون هناك اختلافات مورفولوجية داخل نوع ما. وهناك مشكلة أخرى تتعلق بالاعتماد على البيانات المورفولوجية، وهي أن ما قد يبدو من الناحية الشكلية هو أن يكون نوعان متمايزان، ولكن يظهر في الواقع من خلال تحليل الحمض النووي أنهما نوعًا واحدًا. ويمكن دراسة أهمية هذه الاختلافات من خلال استخدام هندسة قياس التنامي، حيث يجري التلاعب بنوع واحد أو كلاهما بنسخ الأنواع الأخرى.
وتتضمن خطوة تقييم الشكل المورفولوجي بين سمات الأنواع المختلفة تقييما لمصطلحي التنادد (Homology) والتنادد الكاذب (homoplasy). ويشير التنادد بين الخصائص إلى أن هذه الميزات قد اشتقت من سلف مشترك، بينما يصف مصطلح التنادد الكاذب بين الخصائص إلى أنها يمكن أن تشبه بعضها البعض، ولكنها تستمد بشكل مستقل من خلال التطور المتوازي أو المتقارب.

## علم تشكل الخلية ثلاثي الأبعاد
يتيح اختراع وتطوير المجهر الضوئي مراقبة ثلاثية الأبعاد لمورفولوجيا الخلايا عن طريق الدقة المكانية والزمنية العالية. وتلعب العمليات الديناميكية لمورفولوجيا تلك الخلايا التي يتحكم فيها نظام معقد دورًا مهمًا في عمليات بيولوجية مهمة متنوعة، مثل الاستجابات المناعية والتوغلية. 

## المصطلح في بعض العلوم
يشير مصطلح مورفولوجيا إلى علم دراسة الشكل والبنية دون اعتبار الوظيفة عادة. وخاصة في ما يلي:
- في البيولوجيا: التشكل (أحياء) دراسة شكل وهيكل الحيوان والنبات.
- في الجيولوجيا: التشكل (الأرض) دراسة بنية الصخور والإصلاح الزراعى.
- في اللغويات: التشكل (لغويات) ويسمى أيضا علم الصرف وهو دراسة البنية الداخلية للكلمات ودلالية التركيب.
- في الحوسبة: علم التشكل الرقمي.